# 현대자동차그룹
현대자동차그룹은 현대자동차와 기아를 주력 계열사로 두고 있는 자동차 산업 중심의 대규모 기업체이다. 2024년 기준 판매량 세계 3위, 영업이익 3위의 자동차 제조사이다.

## 연혁
현대그룹
- 1967년 현대자동차 설립
- 1974년 현대자동차서비스 설립
- 1977년 현대정공 설립
- 1993년 현대오토파이낸스 설립
- 1994년 3월 항공기 제조사업 관련 현대기술개발 및 현대우주항공 설립
- 1994년 12월 전북 다이노스 스폰서 참여 (현 전북 현대 모터스)
- 1995년 4월 현대오토파이낸스, 현대할부금융으로 상호 변경
- 1998년 10월 기아자동차 인수 우선협상대상자 선정
- 1999년 1월 현대할부금융, 현대캐피탈로 상호 변경
- 1999년 3월 기아자동차와 아시아자동차 인수
- 1999년 4월 현대자동차, 현대자동차써비스 주식회사 흡수 합병
- 1999년 5월 전북 현대 다이노스 (현 전북 현대 모터스) 직영 제체로 전환
- 1999년 6월 기아자동차, 아시아자동차공업 주식회사와 기아·아시아 판매법인 흡수 통합

현대자동차그룹
- 2000년 9월 현대·기아자동차그룹 출범 (국내 재계서열 5위)
- 2000년 9월 정몽구 현대·기아자동차그룹 회장 취임
- 2000년 11월 현대정공, 현대모비스로 사명 변경
- 2000년 12월 인천제철, 삼미특수강 인수
- 2001년 1월 현대강관, 현대하이스코로 사명 변경
- 2001년 7월 인천제철, 아이앤아이스틸로 사명 변경
- 2001년 7월 현대파워텍 설립
- 2001년 8월 기아자동차 해태 타이거즈 인수, 기아 타이거즈 야구단 창단
- 2001년 10월 다이너스카드사 인수, 현대카드로 사명 변경. 한국철도차량의 지분 80% 확보
- 2001년 12월 현대우주항공 법인 해산
- 2002년 1월 한국철도차량, 로템으로 사명 변경
- 2002년 3월 삼미특수강, 비앤지스틸로 사명 변경
- 2002년 4월 위스코 계열 편입
- 2002년 10월 건설사 엠코 법인 설립
- 2002년 12월 한국DTS, 코리아정공 흡수 합병
- 2003년 3월 한국DTS, 다이모스로 상호 변경. 현대모비스, 이화모듈 흡수 합병
- 2004년 4월 아이에이치엘 계열 편입
- 2004년 5월 메티아 계열 편입
- 2004년 10월 아이앤아이스틸, 한보철강공업 당진공장 인수. 아이아 계열 편입
- 2004년 12월 현대오토모티브 인수
- 2004년 12월 20일 서울시메트로9호선 법인 설립
- 2005년 1월 현대오토모티브, 엠시트로 사명 변경
- 2005년 5월 기아자동차, 수출누계 500만대 달성
- 2005년 6월 카스코 계열 편입
- 2005년 10월 맵앤소프트 계열 편입
- 2005년 11월 카네스 계열 편입. 주식회사 파텍스 법인 설립
- 2005년 12월 파텍스 계열 편입.
- 2006년 3월 아이앤아이스틸, 현대제철 주식회사로 상호 변경
- 2007년 4월 기아자동차, 슬로바키아 공장 준공
- 2007년 5월 2일 제2영동고속도로 법인 설립
- 2007년 6월 현대모비스, 카스코 흡수 합병
- 2007년 7월 맵앤소프트, 엠앤소프트로 상호 변경
- 2007년 11월 로템, 현대로템으로 상호 변경
- 2008년 11월 28일 울산하버브릿지 법인 설립
- 2009년 8월 위아, 현대위아로 사명 변경
- 2009년 9월 엠코, 현대엠코로 사명 변경
- 2010년 2월 기아자동차 미국 조지아 공장 준공
- 2010년 4월 현대제철 일관제철소 가동
- 2010년 11월 현대제철 당진제철소 2고로 본격 가동
- 2010년 11월 카네스, 현대자동차 100% 출자로 현대카네스로 사명 변경
- 2011년 1월 현대건설 인수 우선협상대상자 선정, 아이아를 SECO(구 도현)에 매각
- 2011년 3월 31일 현대자동차그룹 공통 CI 제정, 대부분의 계열사에 HYUNDAI 브랜드 적용 개시
- 2011년 4월 1일 현대건설 인수 (종속회사 현대엔지니어링, 현대스틸산업, 현대도시개발 등 포함)
- 2012년 4월 현대카네스, 현대오트론으로 사명 변경
- 2012년 6월 8일 화성도시고속도로 법인 설립
- 2013년 7월 서울시메트로9호선을 계열 분리 및 NH농협금융지주에 매각
- 2014년 2월 현대엔지니어링, 현대엠코 주식회사 흡수 합병
- 2014년 9월 한국전력공사 삼성동 본사 부지 현대자동차, 현대모비스, 기아자동차 컨소시엄에 10조5500억원으로 낙찰됨
- 2014년 10월 현대제철, 동부특수강(현 현대종합특수강) 인수 우선협상대상자 선정
- 2014년 11월 현대위아, 현대위스코 및 현대메티아 흡수 합병
- 2014년 11월 현대건설, 현대건설인재개발원 흡수 합병
- 2014년 11월 현대오토에버, 현대C&I 흡수 합병
- 2014년 12월 23일 서부광역철도 법인 설립
- 2015년 2월 동부특수강, 현대종합특수강 주식회사로 사명 변경
- 2015년 3월 현대제철, SPP율촌에너지 인수 우선협상대상자 선정
- 2015년 6월 현대제철, SPP율촌에너지 인수 완료
- 2015년 7월 현대제철, 현대하이스코 흡수 합병
- 2015년 11월 제네시스 브랜드 출범
- 2017년 6월 현대모비스 서산주행시험장 준공
- 2017년 6월 현대다이모스 동탄시트연구센터 시트시험2동 준공
- 2019년 1월 현대다이모스, 현대파워텍 흡수 합병
- 2019년 1월 현대다이모스, 현대트랜시스로 사명 변경
- 2019년 1월 현대트랜시스 공식 출범
- 2020년 10월 정의선 현대자동차그룹 총괄 수석부회장 현대자동차그룹 회장으로 취임
- 2021년 3월 22일 기아자동차, 기아로 사명 변경
- 2021년 4월 1일 현대오토에버, 현대오트론 및 현대엠엔소프트 흡수 합병
- 2022년 7월 이노션 월드와이드, 이노션으로 사명 변경

## 계열사
| 계열회사명                               | 업종                                               |
| ---------------------------------------- | -------------------------------------------------- |
| 자동차                                   |                                                    |
| 현대자동차                               | 자동차 제조업 및 봅슬레이 제조업                   |
| 기아                                     | 자동차 제조업 및 군수차 제조업                     |
| 제조업                                   |                                                    |
| 현대제철                                 | 철강 압연, 압출 및 연신제품 제조업                 |
| 현대아이티씨                             | 제철, 제강, 압연, 압출제품 제조업                  |
| 현대아이에스씨                           | 제철, 제강, 압연, 압출제품 제조업                  |
| 현대아이엠씨                             | 제철, 제강, 압연, 압출제품 제조업                  |
| 현대아이에프씨                           | 금속 단조 제조업                                   |
| 현대스틸파이프                           | 강관 파이프 제조업                                 |
| 현대아이이씨                             | 냉연, 압연, 압출제품 제조업                        |
| 현대비앤지스틸                           | 철강 압연, 압출 및 연신제품 제조업                 |
| 현대종합특수강                           | 철강 압연, 압출 및 연신제품 제조업                 |
| 현대로템                                 | 철도 차량 및 군수물자 제조업                       |
| 건설                                     |                                                    |
| 현대건설                                 | 토목시설물 건설업                                  |
| 현대엔지니어링                           | 엔지니어링 서비스업, 건물건설업                    |
| 현대스틸산업                             | 구조용 금속제품 제조업                             |
| 현대도시개발                             | 부동산 임대업                                      |
| 울산하버브릿지                           | 도로 건설·관리·운영                                |
| 화성도시고속도로                         | 도로 건설·관리·운영                                |
| 서부광역철도                             | 철도 건설 및 운영                                  |
| 자동차 부품                              |                                                    |
| 현대모비스                               | 자동차 차체용 부품 제조업                          |
| 모트라스                                 | 자동차 모듈/부품 제조업                            |
| 유니투스                                 | 자동차 부품 제조업                                 |
| 현대위아                                 | 기타 자동차 부품 제조업 및 군수품제조, 철강 주조업 |
|                                          |                                                    |
|                                          |                                                    |
| 현대트랜시스                             | 자동차 변속기, 액슬, 시트, 기타 자동차 부품 제조업 |
| 현대케피코                               | 자동차 엔진용 부품 제조업                          |
| 현대엠시트                               | 침대 및 내장가구 제조업                            |
| 트라닉스                                 | 파워트레인 제조업                                  |
| 현대아이에이치엘                         | 조명장치 제조업                                    |
| 지아이티                                 | 자동차 진단기 제조업                               |
| 현대파텍스                               | 자동차 차체용 부품 제조업                          |
| 현대첨단소재                             | 엔지니어링 플라스틱 제조업                         |
| 금융                                     |                                                    |
| 현대캐피탈                               | 여신금융업                                         |
| 현대카드                                 | 여신금융업                                         |
| 현대커머셜                               | 여신금융업                                         |
| 현대차증권                               | 증권 및 선물 중개업                                |
| 현대얼터너티브                           | 신탁업 및 집합투자업                               |
| 기타                                     |                                                    |
| 현대글로비스                             | 육상 운송지원 서비스업                             |
| 이노션                                   | 광고 대행업                                        |
| 현대오토에버                             | 시스템•응용 소프트웨어 개발 및 공급업              |
| 해비치호텔앤드리조트                     | 관광숙박시설운영업                                 |
| 현대엔지비                               | 기타 전문, 과학 및 기술 서비스업                   |
| 현대서산농장                             | 곡물 및 기타 식량 재배업                           |
| 보스턴 다이내믹스                        | 로봇 산업                                          |
| 스포츠 구단                              |                                                    |
| 전북 현대 모터스 (남자 축구)             |                                                    |
| KIA 타이거즈 (야구)                      |                                                    |
| 울산 현대모비스 피버스 (농구)            |                                                    |
| 천안 현대캐피탈 스카이워커스 (남자 배구) |                                                    |
| 수원 현대건설 배구단 (여자 배구)         |                                                    |
| 인천 현대제철 레드엔젤스 (여자 축구)     |                                                    |
| 현대제철 남자양궁단                      |                                                    |
| 현대모비스 여자양궁단                    |                                                    |
| 현대글로비스 럭비단                      |                                                    |

## 그룹 홈페이지에 없는 기업
| 계열회사명               | 업종                            |
| ------------------------ | ------------------------------- |
| 삼우                     | 기타 1차 철강 제조업            |
| 그린에어                 | 기초 무기화학물질 제조업        |
| 위아마그나파워트레인     | 기타 자동차 부품 제조업         |
| 에이치그린파워           | 일차전지 및 축전지 제조업       |
| 부산정관에너지           | 발전업                          |
| 현대에너지               | 증기, 냉온수 및 공기조절 공급업 |
| 서림개발                 | 소사육업                        |
| 서림환경기술             | 기타 작물 재배업                |
| 현대머티리얼             | 1차 금속제품 및 금속광물 도매업 |
| 메인트란스               | 육상 운송지원 서비스업          |
| 입시연구사               | 일반교습학원                    |
| 부산파이낸스센터에이엠씨 | 부동산 개발 및 공급업           |
| 송도랜드마크시티(유)     | 부동산 개발 및 공급업           |
| 하떠이알앤씨             | 부동산 개발 및 공급업           |

## 스폰서십
- 전북 현대 모터스
- FIFA 월드컵
- UEFA 유로
- 대한축구협회
- 올랭피크 리옹
- PFC CSKA 모스크바
- 로스앤젤레스 다저스
- 밀로나리오스 FC
- A리그
- 현대자동차컵 피파온라인2 챔피언십
- 현대자동차 투싼 MBC게임 팀리그
- 하계 올림픽
- 동계 올림픽
- 하계 아시안 게임
- 동계 아시안 게임
- 유니버시아드
- 아틀레티코 마드리드
- 첼시
- AS 로마
- 남미 코파아메리카2011
- 호주 오픈 테니스대회
- WAF(세계양궁협회)

## 연구소

### 남양연구소
남양연구소는 현대차·기아 관련 기술을 개발하고 연구하는 장소이다. 울산, 전주 등에 분리된 연구소를 하나로 통합하여 1998년에 설립됐다. 105만평 부지의 규모로 화성시 남양읍 온석리와 장덕리 경계 위치해 있다. 종합주행시험장과 실차 풍동시험장, 디자인 연구소 등의 기반 연구시설을 갖추고 있으며, 신차 및 신기술 개발과 고성능 N, 디자인, 설계, 시험 및 평가 등 연구개발에 필요한 모든 자원을 확보하여 연구를 진행하고 있다. 주행 시험장은 165만㎡(약 55만평)부지에 4.5㎞의 고속주회로와 34개의 노면을 갖추었다.

### 환경기술연구소
환경기술연구소는 경기도 용인시 기흥구 마북동에 있으며 현대차·기아의 기술연구소 중 하나이다. 이 연구소는 마북연구소라고 불리며, 현대자동차그룹의 수소전기자동차 연구 개발에 집중하고 있다. 이외 환경친화 자동차용 전기동력시스템 개발, 자동차 배기가스 저감기술 개발, 자동차 재활용 기술 및 청정 생산환경 기술 개발 등의 업무를 진행하고 있다.

## 생산 공장

### 현대자동차그룹 메타플랜트 아메리카
미국 조지아 주 브라이언 카운티에 위치한 현대자동차그룹의 전기차 전용 공장이다. 정식 명칭에는 지속가능한 미래 모빌리티 공장이라는 의미를 담아 메타플랜트가 포함됐다. 2022년 10월 25일 기공식이 개최됐으며 1,183만㎡ 부지에 연간 300,000 대의 전기차를 양산할 수 있는 규모로 지어질 예정이다.

## 빅캠페인
2016년부터 신기술을 소개하는 빅캠페인을 진행하고 있다.
| 현대자동차그룹 빅캠페인 | 현대자동차그룹 빅캠페인                                 |
| ----------------------- | ------------------------------------------------------- |
| 2016년                  | 고잉홈                                                  |
| 2017년                  | 재잘재잘 스쿨버스                                       |
| 2019년                  | 조용한 택시                                             |
| 2020년                  | 리틀빅 이모션                                           |
| 2021년                  | 디어 마이 히어로                                        |
| 2023년                  | 힐스 온 휠스                                            |
| 2024년                  | 사륙, 사칠-소방관 회복지원 수소전기버스 (현대 유니버스) |

### 2016년 - 고잉홈
VR 기술을 활용한 실향민의 북한 고향 방문 가상 체험
- 적용기술: HMI 신기술, 정밀 지도

### 2017년 - 재잘재잘 스쿨버스
청각장애 어린이 통학차량에 스케치북 윈도를 설치
- 적용기술: 투명 LED 터치 기술 활용

### 2019년 - 조용한 택시
청각 장애인 운전자를 위해 소리 정보를 시각, 촉각으로 변화
- 적용기술: ATC 기술 활용

### 2020년 리틀빅 이모션
자동차 기술이 어린이 치료에 도움을 주는 내용
- 적용기술: 감정인식 차량 콘트롤 기술

### 2021년 디어 마이 히어로
수소연료전지 청소트럭을 활용해 도시 환경과 미화원 위생 개산
- 적용기술: 수소전기트럭의 소음, 매연 저감 효과

### 2023년 힐스 온 휠스
학대 피해 아동들의 현장 상담과 일상 화복을 돕는 모빌리티 개발 과정
- 적용기술: 다중화자 분리형 AI 음성 인식, 뇌파 기반 스트레스 측정 기술, PBV 특화 차량 개발
- 힐스 온 휠스 캠페인 영상

### 2024년 사륙, 사칠 - 소방관 회복지원 수소전기버스
현대 유니버스 수소전기버스를 활용한 소방관 회복지원
- 적용기술: 분진이나 오염 물질에 노출된 재난 현장에서 휴식 공간 및 소음 진동 없이 전원공급
- 소방관 회복지원 수소전기버스 캠페인 영상

## 논란

### 사익편취
정의선이 경영권을 정몽구로부터 승계받았지만 현대자동차그룹 지배구조가 취약하다는 점은 이미 잘 알려진 사실이다. 정의선의 주력사 지분이 현대차는 2.35%, 기아차는 1.74%에 불과하다. 즉 소수의 지분으로 현대자동차그룹 전체를 장악하는 비정상적 지배구조인 상황에서 일반주주들에게 경제적 피해를 주면서 사익편취를 한 것이 드러났다.

## 같이 보기
- 현대자동차
- 대한민국의 자동차 산업